# Biographie illustrée du moine Shinran
Biographie illustrée du moine Shinran (親鸞聖人絵伝, Shinran shōnin eden) est le titre porté par plusieurs emaki (rouleaux enluminés) illustrant la vie de Shinran, le fondateur de l’école bouddhique Jōdo shinshū. L’emaki le plus ancien sur le sujet date de 1295, mais a disparu de nos jours. Il subsiste, en revanche, de nombreuses autres versions ou copies du XIVe siècle, dont plusieurs sont classées bien culturel important au patrimoine culturel du Japon.
Ces biographies illustrées portent plusieurs autres titres, dont Zenshin shōnin eden (善信聖人絵伝, Zenshin étant un autre nom de Shinran), Zenshin shōnin Shinran eden (善信上人親鸞伝絵), ou Hongan-ji shōnin-den e (本願寺聖人伝絵, Hongan-ji étant un des noms de l’école fondée par Shinran). 

## Art desemaki
Apparu au Japon vers le VIe siècle grâce aux échanges avec l’Empire chinois, l’art de l’emaki se diffuse largement auprès de l’aristocratie à l’époque de Heian. Un emaki se compose d’un ou plusieurs longs rouleaux de papier narrant une histoire au moyen de textes et de peintures de style yamato-e. Le lecteur découvre le récit en déroulant progressivement les rouleaux avec une main tout en le ré-enroulant avec l’autre main, de droite à gauche (selon le sens d’écriture du japonais), de sorte que seule une portion de texte ou d’image d’une soixantaine de centimètres est visible. La narration suppose un enchaînement de scènes dont le rythme, la composition et les transitions relèvent entièrement de la sensibilité et de la technique de l’artiste. Les thèmes des récits étaient très variés : illustrations de romans, de chroniques historiques, de textes religieux, de biographies de personnages célèbres, d’anecdotes humoristiques ou fantastiques…
L’époque de Kamakura (XIIe – XIVe siècle), dont l’avènement suit une période de troubles et de guerres civiles, est marquée par l’arrivée au pouvoir de la classe des guerriers (les samouraïs). Cette période politiquement et socialement instable offre un terrain propice au prosélytisme pour le bouddhisme, que ce soit à travers la représentation des sūtra ou le récit illustré de la vie des moines illustres. Sous l’impulsion de la nouvelle classe guerrière au pouvoir et des nouvelles sectes bouddhiques, la production artistique y est très soutenue et les thèmes et techniques plus variés encore qu’auparavant, signalant l’« âge d’or » de l’emaki (XIIe et XIIIe siècles).
La Biographie illustrée du moine Shinran s’inscrit dans ce contexte-là, les biographies de moines (kōsōden-e ou eden) étant très populaires à l’époque de Kamakura, le thème étant favorisé par l’émergence de nombreuses écoles bouddhiques de la Terre pure.

## Shinran
Les biographies illustrées du moine Shinran narrent, comme leur titre l’indique, la vie de Shinran (1173-1263), un moine issu de la noble famille Fujiwara et qui a fondé le Jōdo shinshū, une école bouddhique s’inscrivant dans le courant de la Terre pure qui reste l’une des plus importantes du Japon de nos jours. Il s’agit donc d’une personnalité de premier plan dans l’histoire religieuse du Japon, expliquant le grand nombre d’oeuvres picturales qui lui sont dédiées, dont des emaki.

## Historique des versions de l’emaki
Il existe de nombreux emaki portant sur la vie de Shinran, ainsi que de nombreuses copies. Les premières versions sont essentiellement dues à Kakunyo, arrière-petit-fils de Shinran. Il rédige la première biographie de Shinran en 1294, puis est à l’origine de la mise en illustration de cette biographie en octobre 1295 ; il en résulte le plus ancien emaki documenté sur le sujet en octobre 1295, trente-quatre ans après la mort de Shinran. Cette version originale, intitulée Zenshin shōnin-e, contenait treize sections réparties en deux rouleaux ; elle a été peinte par Jōga et Kakunyo aurait réalisé lui-même les calligraphies,. Peu de temps après, en décembre 1295, Kakunyo commande une deuxième version pour le temple Senju-ji de Takada, intitulée Zenshin shōnin Shinran eden, et y ajoute peu après une quatorzième section. Si l’emaki original d’octobe 1295 a de nos jours disparu en raison d’un incendie durant une guerre civile en 1336, la version du Senshū-ji existe toujours ; elle compte de nos jours cinq rouleaux, mais il est probable que l’emaki ne comptait que deux rouleaux comme la version originale, et a été découpé ultérieurement,.
Plusieurs autres copies ou versions sont réalisés durant la vie de Kakunyo, refletant l’expansion de l’école Jōdo shinshū. En 1343, vers la fin de sa vie, Kakunyo encadre la création d’une version titrée Hongan-ji shōnin-den e, qui est considérée comme la plus aboutie subsistante. Conservée au Higashi Hongan-ji, elle possède quinze scènes — la longueur standard pour les oeuvres sultérieures — réparties en quatre rouleaux, et son colophon indique que Kakunyo en a réalisé les calligraphies, tandis que Sōshun et Enjaku ont dirigé les peintures. De nos jours, cet emaki a été découpé (notamment le texte et l’image étant séparés), et remonté sous la forme de kakemono, c’est-à-dire de rouleaux suspendus.
Il existe d’autres emaki dans la ligne de celui de 1343, dont un conservé au Shōgan-ji daté de 1344, et un conservé au Higashi Hongan-ji (auparavant au Jōkō-ji) daté de 1346,. Parmi les autres emaki notables subsistantes, il faut citer la version Rin-a du Nishi-Hongan-ji (du nom du prêtre Rin-amidabutsu) en deux rouleaux estimée du début du XIVe siècle.

## Description des quinze scènes classiques
L’emaki de 1343 est la version la plus détaillée réalisée par Kakunyo avec quinze sections :
1. Shinran arrive au Shōren-in avec son oncle, où il reçoit l’ordination, entrant par conséquent dans les ordres bouddhiques
2. Shinran rend visite à Hōnen, fondateur de l’école Jōdo shū, à Yoshimizu et devient son disciple
3. Kannon apparaît en rêve à Shinran au Rokkaku-dō et lui transmet une révélation sur le nembutsu
4. Ren’i reçoit une vision en rêve à propos de Shinran
5. Hōnen autorise Shinran à copier le Senjaka-shū
6. Hōnen est rassemblé avec ses disciples ; Shinran préside un débat sur la primauté entre la foi et la pratique
7. Controverse entre Shinran, qui a pris le parti de la foi, et des disciples de Hōnen
8. Un portrait de Shinran est réalisé par Jōzen sur demande de Nyusai-bo
9. Les pratiquants du Jōdo shū (amidisme) sont persécutés. Un conseil à la cour impérial condamne les meneurs de l’amidisme, Hōnen et Shinran, à l’exil.
10. Shinran prêche dans les campagnes des provinces d’Echigo et Hitachi
11. Bennen projette d’assassiner Shinran, mais est finalement converti par ce dernier
12. Shinran se rend au Hakone-gongen où le dieu du sanctuaire lui apparaît sous al forme d’un vieillard
13. Heitarō, un disciple de Shinran, se rend en pèlerinage au Kumano-gongen
14. Mort de Shinran à l’âge de 90 ans, et cérémonie de sa crémation
15. Construction du mausolée Ōtani en l’honneur de Shinran